# Clyst Honiton
Clyst Honiton lub Honiton Clyst – wieś i civil parish w Anglii, w Devon, w dystrykcie East Devon, położona na wschodnim brzegu rzeki Clyst. W 2011 civil parish liczyła 304 mieszkańców.